# Márcia Barbieri
Márcia Benedita Barbieri (Indaiatuba, 1979) é uma escritora brasileira.  

## Biografia
Graduada em Letras pela Unesp e mestra em Filosofia pela Unifesp, foi uma das idealizadoras do Coletivo Púcaro. Seu romance Mosaico de Rancores foi publicado na Alemanha pela Clandestino Publikationen, com o título Mosaik des Grolls. Foi finalista do Prêmio São Paulo de Literatura de 2018 com O enterro do lobo branco.

## Obras
- 2009 - Anéis de Saturno (contos) - Edição independente
- 2011 - As Mãos Mirradas de Deus (contos) - Multifoco
- 2014 - A Puta (romance) - Terracota
- 2016 - Mosaico de Rancores (romance) - Terracota
- 2017 - O Enterro do Lobo Branco (romance) - Patuá
- 2020 - A casa das aranhas (romance) - Editora Reformatório